# Bissone
Bissone is een gemeente en plaats in het Zwitserse kanton Ticino, direct gelegen aan de oevers van het meer van Lugano en maakt deel uit van het district Lugano.
Bissone telt 803 inwoners.
Bissone is sinds de 19e eeuw via de ponte-diga di Melide voor weg- en spoorverkeer verbonden met Melide aan de overzijde van het meer.